# Strajiniće
Strajiniće (en serbe cyrillique : Страјиниће) est un village de Serbie situé dans la municipalité de Sjenica, district de Zlatibor. Au recensement de 2011, il comptait 20 habitants.

## Démographie
| 1948 | 1953 | 1961 | 1971 | 1981 | 1991 | 2002 | 2011 |
| ---- | ---- | ---- | ---- | ---- | ---- | ---- | ---- |
| 71   | 75   | 88   | 67   | 51   | 28   | 29   | 20   |

|  |